# Dobrowola, Tỉnh West Pomeranian
Dobrowola [dɔbrɔˈvɔla] là một khu định cư ở khu hành chính của Gmina widwin, trong quận Świdwin, West Pomeranian Voivodeship, nằm ở phía tây bắc Ba Lan.